# Aya Nakamura
Aya Nakamura (* 10. Mai 1995 in Bamako; eigentlich Aya Coco Danioko) ist eine malisch-französische Contemporary-R&B-Sängerin. Sie ist in Aulnay-sous-Bois im Département Seine-Saint-Denis aufgewachsen. 2017 veröffentlichte sie ihr erstes Album Journal intime.

## Leben und Karriere
Aya Nakamura wurde 1995 in Bamako in Mali als erstes von fünf Kindern geboren. Ihre Mutter war eine Griotte (Dichterin und Sängerin) und animierte später auch Aya zum Singen.
Als sie noch ein Kind war, zog ihre Familie nach Frankreich und lebte dort in Aulnay-sous-Bois. Sie wollte ursprünglich in der Modebranche arbeiten und brach später nach einiger Zeit ihr Studium ab, um sich ihrer Karriere als Sängerin zu widmen.
Ihren Künstlernamen adaptierte sie aus der Fernsehserie Heroes, in der einer der Hauptcharaktere Hiro Nakamura hieß. 2014 erschien ihr erster Song Karma über Facebook. Danach folgte J’ai mal auf YouTube. 2015 gelang ihr der Durchbruch mit dem Video zu Brisé, das mehr als 13 Millionen Aufrufe erhielt. Mit Love d’un voyou est folgte eine Kollaboration mit dem Rapper Fababy. Der Titel war auch ihr erster Charterfolg in Frankreich, wo er die Top 10 erreichte.
2017 folgte das Debütalbum Journal intime, das Platz sechs der französischen Charts erreichte.
2018 veröffentlichte Aya Nakamura die Single Djadja. Die Single kam nicht nur in Frankreich, Belgien, in der Schweiz oder im frankophonen Afrika gut an, sondern auch in den Niederlanden, wo sie den ersten Platz in den Single-Charts eroberte. Der Videoclip wurde Anfang 2019 über 313 Millionen Mal aufgerufen. Im August 2018 veröffentlichte sie ihre neue Single Copines.
Auch in Deutschland erreichte sie mit Djadja Platz 43, allerdings mit mehreren Wochen Verspätung, ihre erste Chartplatzierung. Hintergrund ist ein Remix des Songs durch die Rapperin Loredana.
Im Januar 2019 erhielt Nakamura den Music Moves Europe Talent Award in der Kategorie R'n'B/Urban, der europäische Newcomer auszeichnet.
2024 galt sie als eine der meistgehörten Interpreten in französischer Sprache weltweit. Daher wurde sie auch als Darstellerin bei der Eröffnungsfeier der Olympischen Spiele 2024 in Paris vorgesehen; ursprünglich sollte sie mit einem Stück von Edith Piaf auftreten, was bei rechtsextremen Politikern (u. a. von Eric Zemmour von der Partei Reconquête) Entrüstung und rassistische Kommentare, insgesamt aber auch eine Welle der Unterstützung auslöste. In einem vielbeachteten Auftritt, von sechs Tänzern und dem Orchester der Garde Républicaine begleitet, sang sie schließlich auf dem Pont des Arts ihren Song „Pookie“, den sie mit „For Me Formidable“ von Charles Aznavour mixte und dann zu ihrem Hit „Djadja“ überging.
Im Frühjahr 2016 wurde Aya Nakamura Mutter einer Tochter.

## Diskografie
Studioalben

| Jahr | Titel Musiklabel              | Höchstplatzierung, Gesamtwochen, AuszeichnungChartplatzierungen (Jahr, Titel, Musiklabel, Platzierungen, Wochen, Auszeichnungen, Anmerkungen) | Höchstplatzierung, Gesamtwochen, AuszeichnungChartplatzierungen (Jahr, Titel, Musiklabel, Platzierungen, Wochen, Auszeichnungen, Anmerkungen) | Höchstplatzierung, Gesamtwochen, AuszeichnungChartplatzierungen (Jahr, Titel, Musiklabel, Platzierungen, Wochen, Auszeichnungen, Anmerkungen) | Höchstplatzierung, Gesamtwochen, AuszeichnungChartplatzierungen (Jahr, Titel, Musiklabel, Platzierungen, Wochen, Auszeichnungen, Anmerkungen) | Anmerkungen                                                 |
| Jahr | Titel Musiklabel              | FR | BEW | DE | CH | Anmerkungen                                                 |
| ---- | ----------------------------- | --- | --- | --- | --- | ----------------------------------------------------------- |
| 2017 | Journal intime Rec. 118 (WMG) | FR6 Platin · (100 Wo.)FR | BEW34 (39 Wo.)BEW | — | — | Erstveröffentlichung: 25. August 2017 Verkäufe: + 100.000   |
| 2018 | Nakamura Rec. 118 (WMG)       | FR3 Diamant · (156 Wo.)FR | BEW8 Platin · (260 Wo.)BEW | — | CH20 (49 Wo.)CH | Erstveröffentlichung: 2. November 2018 Verkäufe: + 595.000  |
| 2020 | Aya Rec. 118 (WMG)            | FR2 ×2Doppelplatin · (154 Wo.)FR | BEW2 (113 Wo.)BEW | — | CH8 (15 Wo.)CH | Erstveröffentlichung: 13. November 2020 Verkäufe: + 200.000 |
| 2023 | DNK Rec. 118 (WMG)            | FR1 Platin · (… Wo.)FR | BEW2 (80 Wo.)BEW | — | CH6 (16 Wo.)CH | Erstveröffentlichung: 27. Januar 2023 Verkäufe: + 100.000   |